# International Karate
International Karate ist ein Fighting-Game-Computerspiel, das von System 3 entwickelt und ab November 1985 für verschiedene Heimcomputersysteme veröffentlicht wurde. In Nordamerika wurde das Spiel ab April 1986 von Epyx unter dem Namen World Karate Championship veröffentlicht.

## Spielprinzip und Technik
International Karate stellt eine Karate-Weltmeisterschaft nach, die vor verschiedenen Hintergrundgrafiken, wie beispielsweise der Sphinx oder dem Palace of Westminster ausgetragen wird. Im Einzelspielermodus tritt der Spieler gegen eine Reihe von Gegnern an, deren Kampfstärke stetig zunimmt. Ein Kampf ist beendet, wenn einer der Kontrahenten zwei Punkte erzielen kann. Für einen Treffer erhalten die Spielfiguren entweder einen oder einen halben Punkt; nach jeder Punktvergabe werden die Figuren wieder in die Ausgangsposition bewegt. Im Zweispielermodus besitzt jeder Spieler bei Spielanfang sechs Punkte; Treffer transferieren diese Punkte zwischen den Spielern. Gehen alle Punkte verloren, oder läuft ein Zeitlimit ab, ist das Spiel beendet. Die Steuerung erfolgt mit einem Acht-Wege-Joystick und einem Knopf, was 16 verschiedene Bewegungen ermöglicht.

## Entwicklungs- und Veröffentlichungsgeschichte
Rob Hubbard komponierte die Musik zum Spiel. Ein Thema des Stücks ist aus dem Soundtrack des Films Furyo – Merry Christmas, Mr. Lawrence entnommen. Beim Dritten symphonischen Spielemusikkonzert im Gewandhaus zu Leipzig wurde die Titelmusik von einem Orchester vorgetragen. Eigenen Angaben zufolge „erforschte“ Hubbard mit dem Stück die Pentatonik in B-moll. Er sei zufrieden gewesen mit dem Arrangement.
Die Firma Data East klagte gegen Epyx, da sie eine Urheberrechtsverletzung International Karates gegenüber dem von ihnen vertriebenen Spiel Karate Champ sah. In erster Instanz wurde Data East Recht gegeben, da beide Spiele beispielsweise einen Ein- und Zweispielermodus besitzen, diverse gleiche Bewegungen und einen Schiedsrichter nachbilden, sowie eine Sprechblase mit gleichen Begriffen verwenden. Daraufhin mussten alle International-Karate-Spiele zurückgerufen werden. In der Revision Epyx' wurde das Urteil jedoch wieder aufgehoben, da das United States Court of Appeals for the Ninth Circuit der Meinung war, dass die bemängelten Punkte aus der Darstellung des Karatesports selbst entstehen müssten und so kein Recht Data Easts auf diese vorliegen könne. Weiterhin solle es einem 17,5 Jahre alten Jungen ohne weiteres möglich sein, zwischen den beiden Spielen unterscheiden zu können.

### Nachfolger
1987 wurde der Nachfolger International Karate Plus veröffentlicht. Im Jahr 2000 folgte mit International Karate 2000 eine Version für den Game Boy Color und 2001 International Karate Advanced für den Game Boy Advance.

## Rezeption
Die Happy Computer beschrieb die C64-Version von International Karate als „Exploding-Fist-Nachzieher“, der im Gegensatz zu den „LKW-Schüben“ an Prügelspielen von 1986 ein „verflixt guter“ sei. Gelobt wurden die Technik des Spiels, die Sprachausgabe und die Musik von Hubbard. Es sei ein „Muß für Commodore-Besitzer, die sich ein Kampfsportspiel zulegen wollen.“
Fünf Jahre später schrieb die ASM retrospektiv, dass es selbst zu dieser Zeit nur wenige Spiele gäbe, die International Karate „das Wasser reichen können.“ 22 Jahre nach der Veröffentlichung schreibt das österreichische Wirtschaftsblatt, IK sei eines der „bekanntesten Spiele für den C64“ und eine Legende „der Spielegeschichte.“